# Blatné
Blatné (in ungherese Pozsonysárfő) è un comune della Slovacchia facente parte del distretto di Senec, nella regione di Bratislava.